# NGC 7653
NGC 7653 ist eine Spiralgalaxie vom Hubble-Typ Sb im Sternbild Pegasus. Sie ist schätzungsweise 198 Millionen Lichtjahre von der Milchstraße entfernt.
Das Objekt wurde am 2. November 1823 von John Herschel entdeckt.